# Acordos de Paz de Chapultepec

Acordos de Paz de Chapultepec sendo firmados em 1992

Os Acordos de Paz de Chapultepec foram um conjunto de acordos assinados em 16 de janeiro de 1992 entre o Governo de El Salvador e a Frente Farabundo Martí para a Libertação Nacional (FMLN) no Castillo de Chapultepec, México, que puseram fim a doze anos de guerra civil no país.
As primeiras negociações entre governo e guerrilha foram meros aproximações ao diálogo, sem obter verdadeiros acordos que derivassem no fim do conflito. Depois de várias rodadas de negociação, o número de vítimas seguia crescendo e a polarização política dificultava a finalização pacífica do conflito. Em 1989, depois da intervenção de Nações Unidas, iniciaram-se negociações que estabeleceram acordos concretos para a saída consensual do conflito. Nomearam-se comissões negociadoras por ambas partes e se estabeleceu uma agenda para tratar os pontos críticos por resolver. Como resultado da negociação, se produziram vários acordos e modificações da Constituição de El Salvador, que permitiram que ambas partes cedessem até conseguir um consenso, em parte forçados por fatores internos e externos que influíram nas decisões.
O documento final dos acordos dividiu-se em 9 capítulos que abarcam 5 áreas fundamentais: modificação das Forças Armadas de El Salvador, criação da Polícia Nacional Civil, modificações no sistema judicial e a defesa dos Direitos Humanos, modificação no sistema eleitoral e adoção de medidas no campo econômico e social. O cumprimento dos acordos deu-se sob a tutela de uma missão especial da Nações Unidas, a qual concluiu seu trabalho depois de 3 anos de gerenciamento.

## O conflito armado
A Guerra Civil de El Salvador, foi o conflito bélico interno ocorrido no país centro-americano no que se enfrentaram as forças armadas de El Salvador (F.F.A.A. ou FAES) e as forças insurgentes da Frente Farabundo Martí para a Libertação Nacional (FMLN). O conflito nunca foi declarado em forma oficial, mas se considera usualmente que se desenvolveu entre 1980 e 1992, ainda que o país tenha vivido um ambiente político e social tenso durante a década de 1970.
O número de vítimas deste confronto armado tem sido calculado em mais de 70 000 mortos e 8 000 desaparecidos. O conflito terminou depois de um processo de diálogo entre as partes, com a assinatura de um acordo de paz, que permitiu a desmobilização das forças guerrilheiras e sua incorporação à vida política do país.

## Processo de diálogo e negociação
Pese a que historicamente se reconhece que o precedente oficial dos Acordos de Paz de Chapultepec se deu em 1989, ocorreram negociações prévias que, mesmo sem dar maiores resultados, assentaram as bases para as negociações formais e produtivas.

### Primeiras negociações
Os Acordos de Paz foram o resultado de um longo processo de negociação entre o Governo e a FMLN que se tinha iniciado em meados da década de 80. Os primeiros encontros de diálogo desenvolveram-se em La Palma, Chalatenango em 15 de outubro de 1984; Ayagualo, La Libertad em 30 de novembro de 1984; Sesori, San Miguel em 19 de setembro de 1986 e a Nunciatura Apostólica de San Salvador em 4 de outubro de 1987, entre o presidente José Napoleón Duarte e servidores públicos governamentais com delegados da direção da FMLN. Ainda que nos primeiros encontros de diálogo não se conseguiu nenhum acordo concreto, se conseguiu pôr sobre a mesa a possibilidade de uma solução negociada ao conflito.